# Wigton
Wigton è un paese di 5.360 abitanti della contea del Cumbria, in Inghilterra.